# Tyranny and Mutation
Tyranny and Mutation (на обложке — THE BLVE ÖYSTER CVLT: TYRANNY AND MVTATION) — второй студийный альбом американской рок-группы Blue Öyster Cult, выпущенный в феврале 1973 года.

## Общие сведения
Альбом состоит из песен, написанных во время гастролей в поддержку своего первого альбома.
В этом альбоме участники группы не стали изменять своему музыкальному стилю «умного рока». В написании одной из песен («Baby Ice Dog») приняла участие будущая американская рок-звезда Патти Смит.

## Список композиций
| №  | Название                  | Автор                                      | Длительность |
| -- | ------------------------- | ------------------------------------------ | ------------ |
| 1. | «The Red & the Black»     | Альберт Бушар, Эрик Блум, Пёрлмен          | 4:20         |
| 2. | «O.D.’d on Life Itself»   | Джо Бушар, Блум, А. Бушар, Пёрлмен         | 4:47         |
| 3. | «Hot Rails to Hell»       | Д. Бушар                                   | 5:12         |
| 4. | «7 Screaming Diz-Busters» | Дональд Розер, А. Бушар, Д. Бушар, Пёрлмен | 7:01         |

| №  | Название                                       | Вокал                       | Длительность |
| -- | ---------------------------------------------- | --------------------------- | ------------ |
| 1. | «Baby Ice Dog»                                 | Патти Смит, А. Бушар, Блум  | 3:29         |
| 2. | «Wings Wetted Down»                            | А. Бушар, Д. Бушар          | 4:12         |
| 3. | «Teen Archer»                                  | Ричард Мельцер, Розер, Блум | 3:57         |
| 4. | «Mistress of the Salmon Salt (Quicklime Girl)» | А. Бушар, Пёрлмен           | 5:08         |

| №   | Название                                                 | Автор(ы)                           | Длительность |
| --- | -------------------------------------------------------- | ---------------------------------- | ------------ |
| 9.  | «Cities on Flame with Rock and Roll» (живое выступление) | Пёрлмен, Розер, А. Бушар           | 4:44         |
| 10. | «Buck’s Boogie»                                          | Пёрлмен, Блум, А. Бушар            | 5:22         |
| 11. | «7 Screaming Diz-Busters» (живое выступление)            | А. Бушар, Д. Бушар, Пёрлмен, Розер | 14:01        |
| 12. | «O.D.’d on Life Itself» (живое выступление)              | Блум, А. Бушар, Д. Бушар, Пёрлмен  | 4:52         |

## Участники записи
- Эрик Блум[англ.] — вокал, гитара, синтезатор
- Альберт Бушар[англ.] — ударные, вокал
- Джо Бушар[англ.] — бас-гитара, вокал, клавишные
- Аллен Ланьер — гитара, клавишные
- Дональд «Бак Дхарма» Розер — гитара, вокал

## Чарты
| Год  | Чарт                             | Позиция |
| ---- | -------------------------------- | ------- |
| 1973 | Billboard 200 (Северная Америка) | 122     |